# 江门镇 (叙永县)
江门镇，是中华人民共和国四川省泸州市叙永县下辖的一个乡镇级行政单位。

## 行政区划
江门镇下辖以下地区：
江门社区、光照村、九江村、新村、祥林村、大园村、双莲村、孔阳村、高家村、向坝村、永胜村和青云村。